# La Terre (Blanchy)
La Terre est une œuvre de l'artiste française Chantal Blanchy. Créée en 1998, il s'agit d'une sculpture de résine représentant une personne enlaçant quatre enfants, située à Paris, en France.

## Description
L'œuvre est une sculpture en résine mesurant 1,80 m de haut. Elle représente de façon stylisée une famille enlacée. Le bas de la sculpture porte le nom de l'artiste et du fondeur. La sculpture repose sur un socle circulaire.

## Localisation
L'œuvre est placée dans la cour de l'immeuble situé au 25-31 rue du Retrait du 20e arrondissement de Paris.

## Artiste
Chantal Blanchy (née en 1952) est une artiste française.